# Sonata per a piano núm. 2 (Weinberg)
La Sonata per a piano núm. 2 en la menor, op. 8, va ser composta el 1942 per Mieczysław Weinberg i interpretada per Emil Guílels per primera vegada a la Sala Gran del Conservatori de Moscou el 16 d'octubre de 1943, poc després del trasllat de Weinberg a la ciutat que romandria la seva llar fins a la seva mort.

## Moviments
- I.Allegro
- II.Allegretto
- III.Adagio
- IV. Vivace